# Pyrrhopappus sessaeanus
Pyrrhopappus sessaeanus là một loài thực vật có hoa trong họ Cúc. Loài này được (D.Don) DC. miêu tả khoa học đầu tiên năm 1838.